# アシュフォード・タウンFC (ミドルセックス)
アシュフォード・タウン・フットボール・クラブ（Ashford Town Football Club）はイングランド、サリー州、スペルソーン地区、アシュフォードを本拠地とするサッカークラブチームである。2021-2022シーズンはイスミアンフットボールリーグ・サウスセントラルディヴィジョン（8部相当）に所属。

## タイトル

### 国内タイトル
- コンバインド・カウンティーズリーグ:5回

1994-1995,1995-1996,1996-1997,1997-1998,1999-2000
- イスミアンリーグカップ:1回

2006-2007

### 国際タイトル
- なし